# Hesperophylax occidentalis
Hesperophylax occidentalis är en nattsländeart som först beskrevs av Banks 1908.  Hesperophylax occidentalis ingår i släktet Hesperophylax och familjen husmasknattsländor. Inga underarter finns listade i Catalogue of Life.